# Reactivo de Schwartz
El reactivo de Schwartz es el nombre común del compuesto químico con fórmula (C5H5)2ZrHCl, a veces llamado circonoceno hidrocloruro o circonoceno cloruro hidruro, así nombrado por Jeffrey Schwartz, un profesor de química en  la universidad de Princeton. Este metaloceno se utiliza en síntesis orgánica para varias transformaciones de alquenos y alquinos.

## Preparación
El complejo fue preparado por primera vez por Wailes y Weigold. Pueda ser adquirido o preparado por reducción del dicloruro de circonoceno con hidruro de litio y aluminio:
(C5H5)2ZrCl2 +  1⁄4 LiAlH4 → (C5H5)2ZrHCl +  1⁄4 LiAlCl4
En la práctica, esta reacción también proporciona (C5H5)2ZrH2, el cual se trata con cloruro de metileno para dar el cloruro de hidruro mixto. Se ha publicado también un procedimiento alternativo que genera Reactivo de Schwartz a partir del dihidruro.

## Estructura
El reactivo de Schwartz  no ha sido caracterizado por cristalografía de rayos X, pero su estructura ha sido analizada por espectroscopía FT-IR, que refleja que los hidruros forman puentes. La espectroscopía RMN de estado sólido apunta también a una estructura dímera, como la observada por cristalografía de rayos X para el (C5H5)4Zr2H2(CH3)2.

## Usos en síntesis orgánica
El reactivo de Schwartz  puede ser utilizado para una serie de reacciones. Ha mostrado que puede reducir amidas a aldehídos. La reducción de amidas terciarias con el reactivo de Schwartz  puede lograr rendimientos eficaces, pero las primarias y secundarias conducen a rendimientos menores. El uso del reactivo de Schwartz de este modo no requiere calor añadido y puede hacerse con rapidez, y la reducción de la forma alcohol no es una reacción colateral problemática ya que puede transcurrir con otros agentes reductores. El reactivo de Schwartz reduce selectivamente la amida de entre otros ésteres fácilmente reducibles que pueden estar presentes en la mezcla de reacción.
Otro uso posible del reactivo de Schwartz es la vinilación de las cetonas con alto rendimiento.
El reactivo de Schwartz se utiliza en la síntesis de algunos macrólidos, (−)-motuporina y agentes antitumorales.

## Hidrocirconación
El reactivo de Schwartz  reacciona con alquenos y alquinos vía el proceso llamado hidrocirconación, el cual resulta en la adición del enlace Zr–H a través del enlace C=C o C≡C.
La hidrozirconación es una forma de hidrometalación. Los sustratos para hidrocirconización son alquenos y alquinos. Con alquinos terminales, el producto terminal de vinil circonio se forma predominantemente. Las reacciones secundarias son adiciones nucleofílicas, transmetalaciones, adiciones conjugadas, reacciones de acoplamiento, carbonilación y halogenación.
Los estudios computacionales indican que la hidrozirconación ocurre desde la porción interior. Cuando se trata con un equivalente de Cp2ZrClH, el difenilacetileno da el alquenilcirconio correspondiente como una mezcla de isómeros cis y trans. Con dos equivalentes de hidruro, el producto final era una mezcla de alcanos de zircono eritro y treo:
En 1974, Hart y Schwartz informaron que los intermedios de organozirconio reaccionan con electrófilos como el ácido clorhídrico, el bromo y los cloruros de ácido para dar los alcanos, bromoalcanos y cetonas correspondientes:

Hidrocirconización de alquenos Schwarz 1974.

Los correspondientes compuestos de organoboro y organoaluminio ya se conocían, pero estos son sensibles al aire y / o pirofóricos, mientras que los compuestos de organozirconio no.

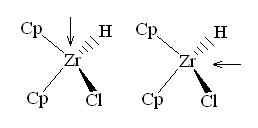
Dos lugares de ataque posibles

La selectividad de la hidrocirconación de alquinos ha sido estudiado en detalle. Generalmente, la adición del Zr–H ocurre vía adición sin. El índice de adición a enlaces insaturados carbono-carbono es alquino terminal > alqueno terminales ≈ alquino interno > alqueno disustutuido.  Pueden generarse complejos acilo por inserción de CO en el enlace C–Zr que resulta de la hidrocirconación.  Tras la inserción del alqueno en el enlace del hidruro del circonio, el alquilo-circonio resultante experimenta un simple reordenamiento a alquilo terminal y por tanto solo pueden ser sintetizados de este modo compuestos acilo terminales. El reordenamiento probablemente ocurre vía eliminación de β-hidruro seguida por reinserción.
Los estudios computacionales indican que la hidrocirconación parte de la porción interior.